# Romain-aux-Bois
Romain-aux-Bois é uma comuna francesa na região administrativa de Grande Leste, no departamento de Vosges. Estende-se por uma área de 8,14 km². Em 2010 a comuna tinha 51 habitantes (densidade: 6,3 hab./km²).